# Joseph Wenzel af Liechtenstein
Prins Joseph Wenzel af og til Liechtenstein (født 24. maj 1995) er en prins af Liechtenstein. Han er den ældste søn af arveprins Alois af Liechtenstein og Sophie af Bayern. Når hans far bliver fyrste af Liechtenstein, vil han selv blive arveprins af Liechtenstein. Senere vil han følgelig også kunne avancere til at blive fyrste af fyrstedømmet Liechtenstein.

## Jakobitisk tronprætendent
Gennem sin mor er Joseph Wenzel også nr. 4 i arvefølgen til Englands, Skotlands, Frankrigs og Irlands troner set fra det jakobitiske synspunkt. 
Han er den første jakobitiske arving til den britiske tronen, som er født på de britiske øer, siden Jakob Edvard Stuart (The Old Pretender) blev født på St. James's Palace i London, England i 1688.
Han har haft en del af sin skolegang i England, hvor han sluttede sin skolegang på Malvern College i 2014.